# لونگخا
لونگخا (روسی: Лунгха) یک رودخانه در استان یاقوتستان کشور روسیه است.